# St. Johannes der Täufer (Birkungen)

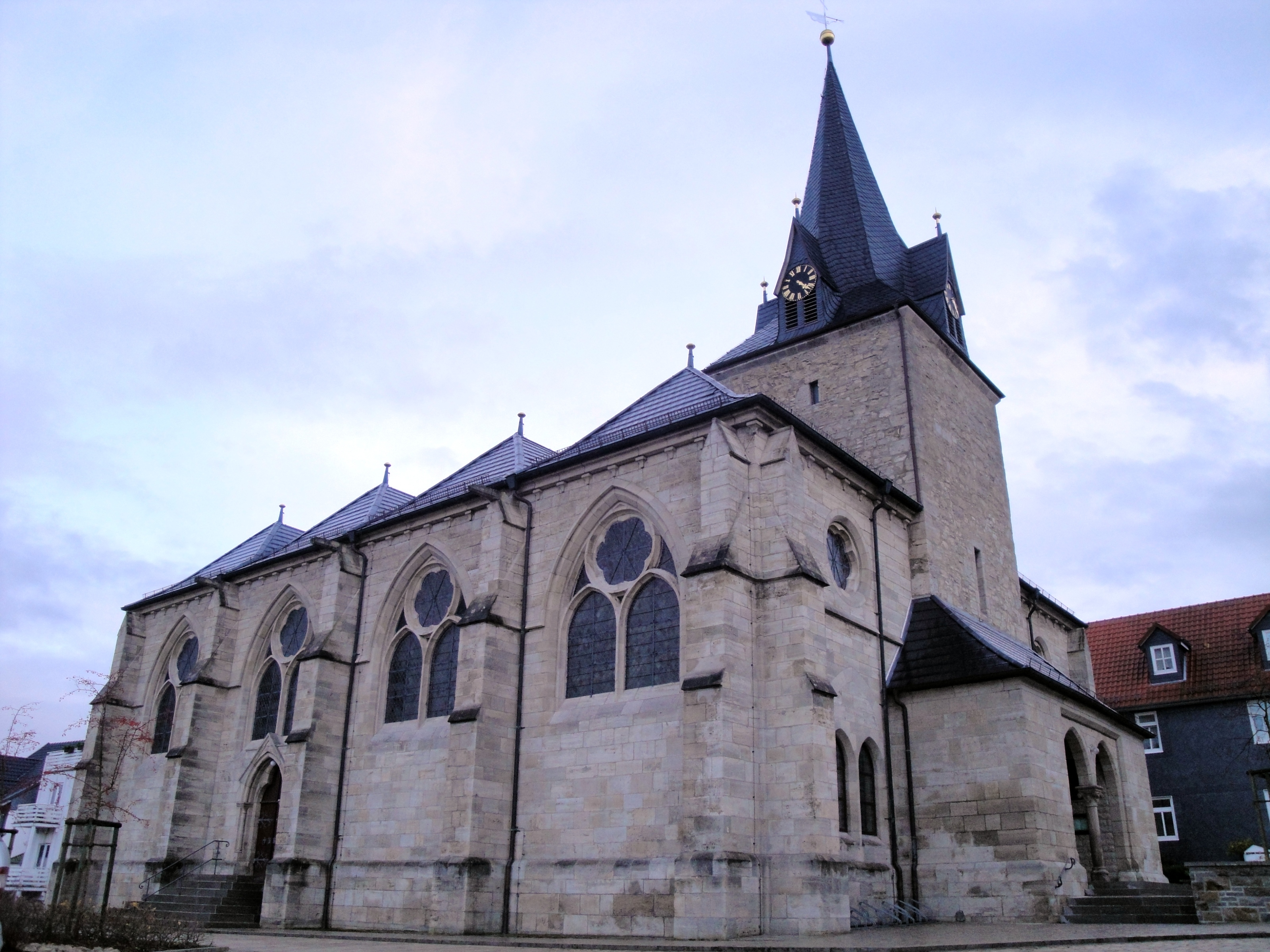
Römisch-katholische Kirche St. Johannes der Täufer in Birkungen

Die römisch-katholische Filialkirche St. Johannes der Täufer steht in Birkungen im thüringischen Landkreis Eichsfeld. Sie ist Filialkirche der Pfarrei St. Maria Magdalena Leinefelde im Dekanat Leinefelde-Worbis des Bistums Erfurt. Sie trägt das Patrozinium des heiligen Johannes des Täufers.

## Geschichte
Die Kirche wurde 1885 bis 1886 erbaut und 1893 geweiht. Ein erster Vorgängerbau wurde 1516 errichtet und 1604 ein zweiter, dessen Turm erhalten und in den Neubau des 19. Jahrhunderts integriert worden ist.

## Architektur
Die dreischiffige Hallenkirche wurde nach spätgotischem Vorbild errichtet.

## Ausstattung

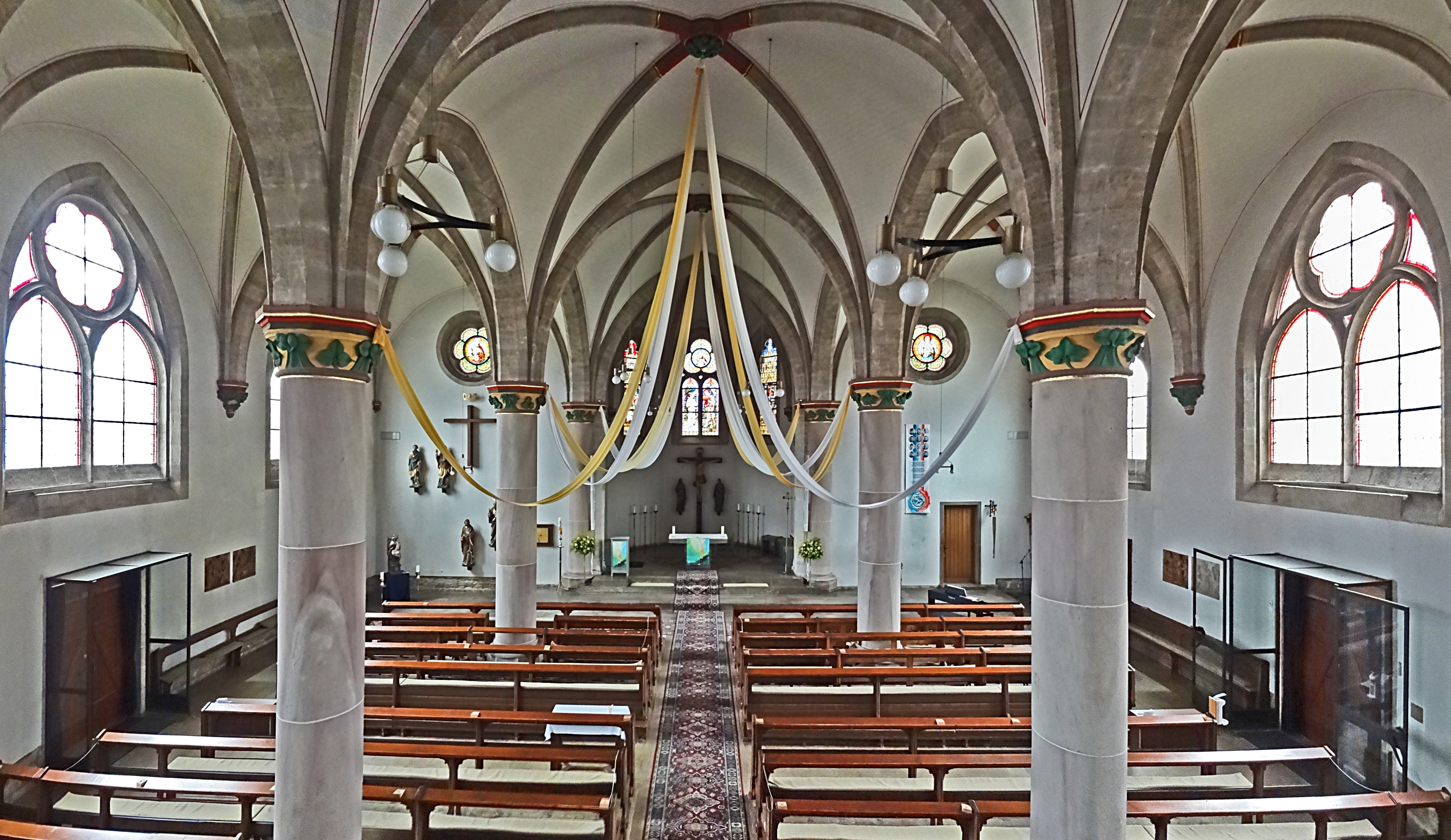
Innenansicht

Der Taufstein von 1604 stammt aus der Vorgängerkirche.

## Orgel

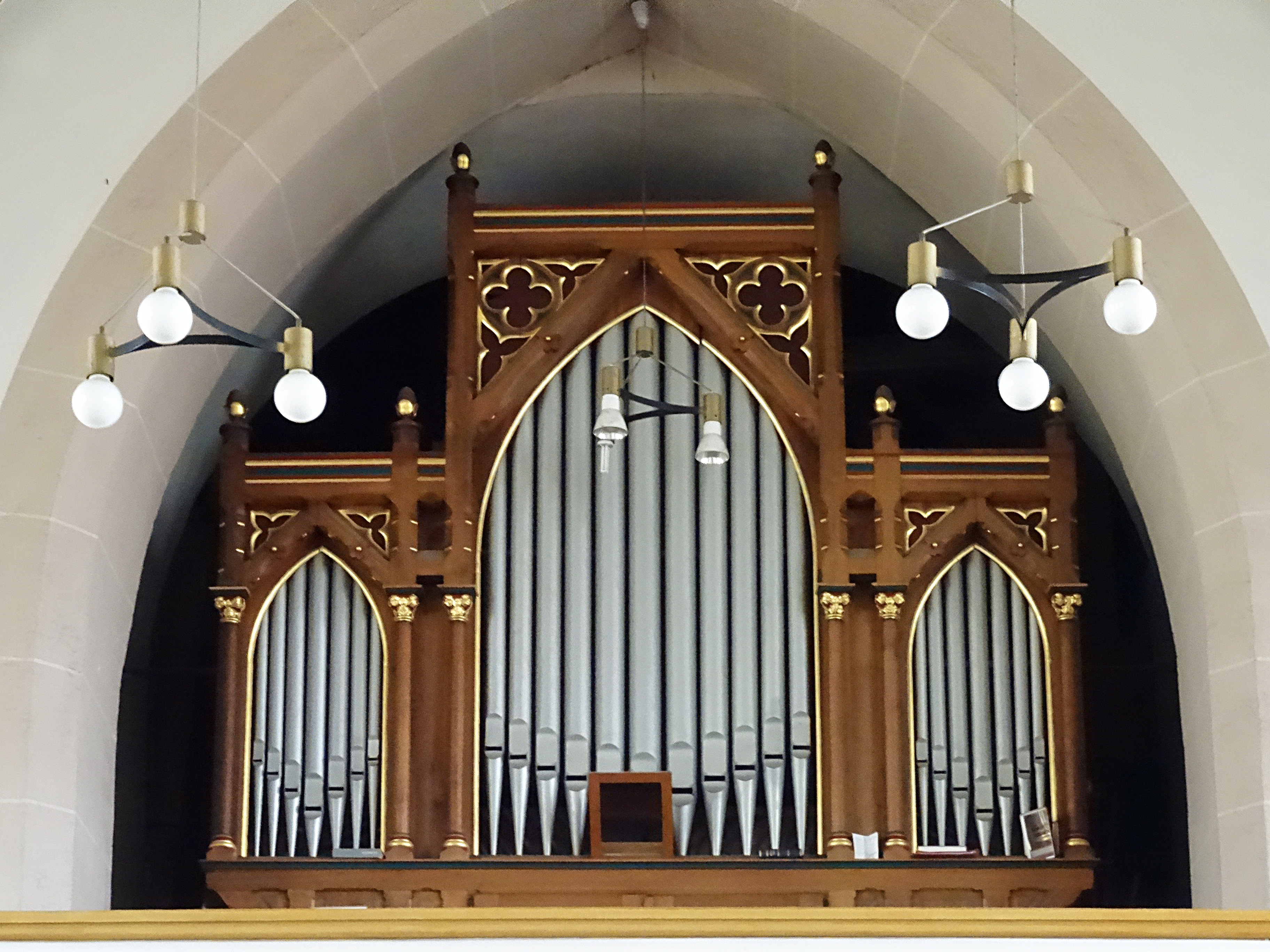
Krell-Orgel

Die Orgel wurde entweder 1898 oder 1891 von Louis Krell fertiggestellt. Sie hat 21 Register auf zwei Manualen und Pedal. Register- und Tontraktur sind mechanisch. Die Disposition lautet wie folgt:
| I Hauptwerk C–f3 |       |
| Bordun           | 16′   |
| Prinzipal        | 8′    |
| Gamba            | 8′    |
| Rohrflöte        | 8′    |
| Oktave           | 4′    |
| Spitzflöte       | 4′    |
| Oktave           | 2′    |
| Quinte           | 2 ⁄3′ |
| Cornett III      |       |
| Mixtur IV        |       |
| Trompete         | 8′    |

| II Oberwerk C–f3 |        |
| Lieblich Gedackt | 8′     |
| Salizional       | 8′     |
| Rohrflöte        | 4′     |
| Prinzipal        | 4′     |
| Fernflöte        | 1 3⁄5′ |
| Oboe             | 8′     |

| Pedal C–f1 |     |
| Subbaß     | 16′ |
| Violon     | 16′ |
| Oktavbaß   | 8′  |
| Posaune    | 16′ |